# Cantone di Saint-Étienne-du-Bois
Il Cantone di Saint-Étienne-du-Bois è una divisione amministrativa dell'arrondissement di Bourg-en-Bresse, creato nel 2015.

## Composizione
Alla sua costituzione contava 28 comuni, ridottisi ai seguenti 27 dal 1º gennaio 2016 per la fusione dei comuni di Pressiat e Treffort-Cuisiat nel nuovo comune di Val-Revermont:
- Beaupont
- Bény
- Bohas-Meyriat-Rignat
- Chavannes-sur-Suran
- Cize
- Coligny
- Cormoz
- Corveissiat
- Courmangoux
- Domsure
- Drom
- Germagnat
- Grand-Corent
- Hautecourt-Romanèche
- Jasseron
- Marboz
- Meillonnas
- Pirajoux
- Pouillat
- Ramasse
- Saint-Étienne-du-Bois
- Salavre
- Simandre-sur-Suran
- Val-Revermont
- Verjon
- Villemotier
- Villereversure